# Gonocarpus intricatus
Gonocarpus intricatus är en slingeväxtart som först beskrevs av George Bentham, och fick sitt nu gällande namn av Anthony Edward Orchard. Gonocarpus intricatus ingår i släktet Gonocarpus och familjen slingeväxter. Inga underarter finns listade i Catalogue of Life.